# Oltářník
Oltářník nebo také altarista byl v katolické církvi pozdním středověku kněz ustanovený ke sloužení mší u určitého oltáře. K jeho placení zpravidla sloužil výnos z obročí k tomu zvlášť založeného; pak měl oltářník obvykle za povinnost sloužit určitý počet zádušních mší za jeho zakladatele nebo jeho rodinu.
V pravoslavné církvi je oltářník nebo altarnik (v ruštině алтарник) osoba, která pomáhá v prostoru oltáře za ikonostasem během Božské liturgie a dalších bohoslužebních obřadů.  Tento termín se obvykle používá pro novice nebo pomocného chrámového služebníka, který ještě není vysvěcen na diákona, ale pomáhá při přípravách bohoslužby a vykonává různé úkoly v oltáři, například pomáhá při přípravě svatých darů (chléb a víno) pro eucharistii. Připravuje také potřebné liturgické náčiní, jako jsou kalichy, diskos (deska na chléb), kadidelnice, svíce atd. Oltářník se nedotýká svatého prestolu, což přísluší osobám se svěcením (diákon, kněz a biskup).